# Дермянинское
Дермянинское — деревня в Череповецком районе Вологодской области.
Входит в состав Воскресенского сельского поселения, с точки зрения административно-территориального деления — в Воскресенский сельсовет.
Расстояние по автодороге до районного центра Череповца — 47 км, до центра муниципального образования Воскресенского — 9 км. Ближайшие населённые пункты — Кузнецово, Деревнища, Фролово.
По переписи 2002 года население — 46 человек (17 мужчин, 29 женщин). Преобладающая национальность — русские (78 %).